# Tour de réception d'Utlandshörn
 (août 2007).
Améliorez-le ou discutez des points à vérifier. 
La tour de réception d'Utlandshörn, construite en 1935, était une tour en bois haute de 65 m et construite en chêne sur le secteur de la station de radio Utlandshoern. Cette tour portait des antennes de fil à 4 bras sur son dessus et qui étaient réalisés en teck, pour la réception des ondes courtes. En 1976 elle a été remplacée par un système d'antennes montées sur des tours en acier, système qui n'existe plus désormais. Début 1977, la tour, qui était déjà l'une des dernières grandes tours en bois d'Allemagne, a été démontée avec grand soin. Le bois récupéré a servi à réaliser quelques ornements. 